# دانلی، آلبرتا
دانلی، آلبرتا (به انگلیسی: Donnelly, Alberta) یک منطقهٔ مسکونی در کانادا است که در آلبرتا واقع شده‌است. دانلی ۳۴۲ نفر جمعیت دارد و ۵۹۵ متر بالاتر از سطح دریا واقع شده‌است.